# Drbetinci
Drbetinci is een plaats in Slovenië en maakt deel uit van de gemeente Sveti Andraž v Slovenskih goricah in de NUTS-3-regio Podravska. De plaats telde 239 inwoners op 1 januari 2020.

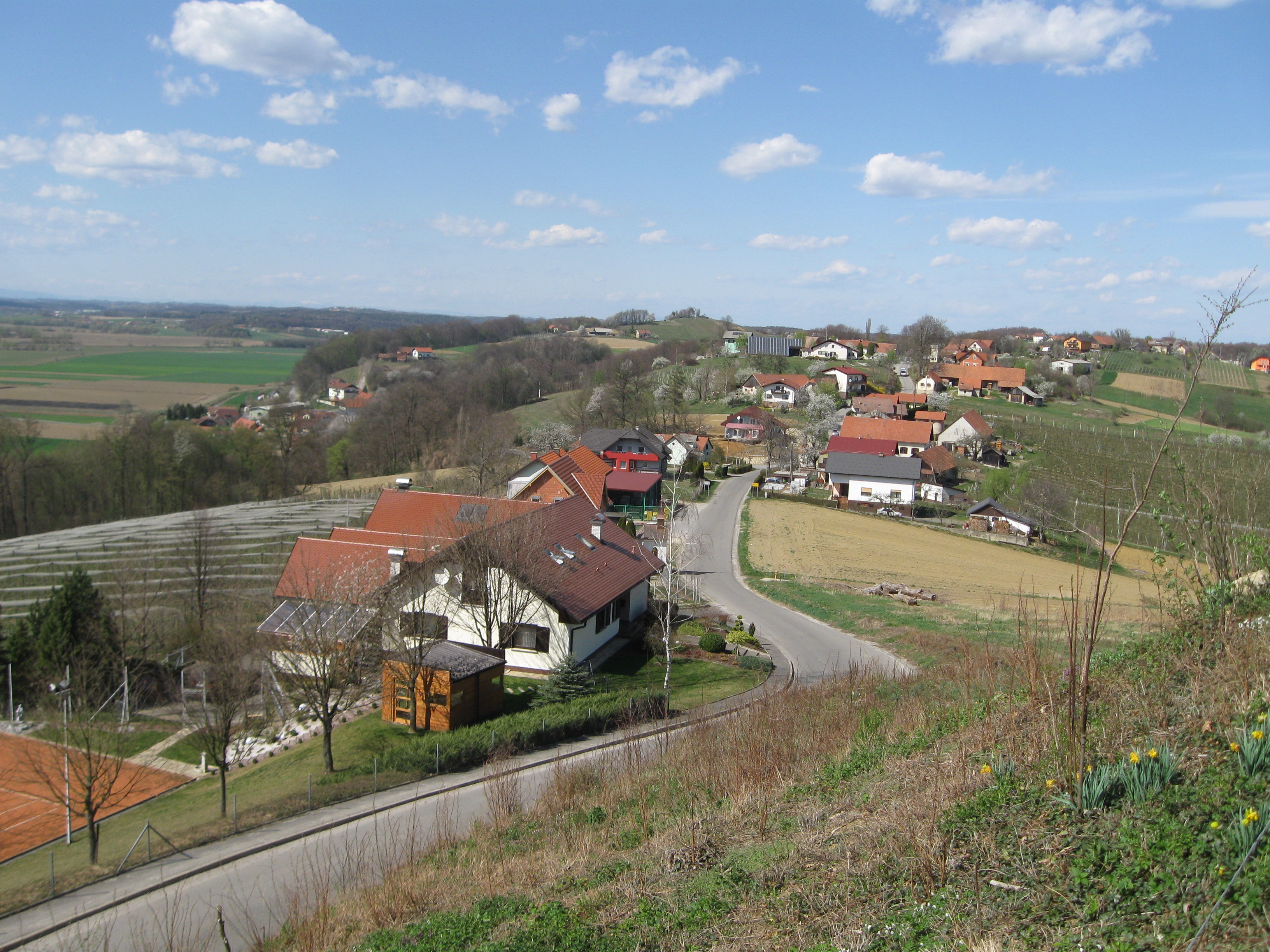
Drbetinci